# Marcel Bidot
Marcel Bidot (París, 21 de diciembre de 1902-Saint-Lyé, 1 de enero de 1995) fue un ciclista francés que fue profesional entre 1923 y 1939, durante los cuales destacan dos etapas al Tour de Francia y el Campeonato de Francia de ciclismo en ruta.
Después de una carrera respetable, Marcel Bidot tuvo un gran éxito como director deportivo del equipo ciclista de Francia, el cual dirigirá entre 1953 y 1961. Su nombre irá siempre asociado al de Jacques Anquetil.

## Bidot como director deportivo
Marcel Bidot es sobre todo conocido como director técnico:
- del equipo de Francia de 1953 a 1961.
- del equipo de Francia al Tour de Francia
- del equipo de Francia al Campeonato del Mundo el 1967 y 1968.

Él es el que escogió Jacques Anquetil como nuevo líder del equipo francés por el Tour de 1957 con los gregarios: Bauvin, Bergaud, Albert Bouvet, Darrigade, Forestier, Mahé, Privado, Stablinski y Walkowiak.

## Palmarés
- 1920
  - Campeón del Aube
  - 1º en la Troyes-Arcis sur Aube-Troyes
- 1922
  - 1º en la París-Ruán
  - 1º en el Circuito de Touraine
- 1923
  - 1º en el Circuito de Touraine
- 1924
  - 1º en la París-Bourges
- 1925
  - 1º en la París-Montargis
  - 1º en el Gran Premio de Souvenir a Dijon
  - 1º en la Troyes-Reims-Troyes
  - 1º en el Gran Premio Thomann a Troyes
- 1926
  - 1º en el Gran Premio Thomann a Troyes
- 1928
  - 1º en la Marsella-Lyon
  - Vencedor de una etapa en el Tour de Francia
- 1929
  - Campeón de Francia en ruta 
  - Vencedor de una etapa en el Tour de Francia
  - Vencedor de una etapa en la Vuelta en Euskadi
- 1930
  - 1º en el Bol d'Or con Antonin Magne
- 1931
  - 1º en el Circuito de l'Allier
- 1932
  - 1º en la Poitiers-Saumur-Poitiers
- 1933
  - 1º en el Gran Premio de la Rûche Moderne en Troyes
- 1934
  - 1º en la París-Troyes
  - 1º en el Gran Premio de Torcy a Sedan
  - 1º en Saint-Lyé
  - 1º en el Gran Premio de la Rûche Moderne a Troyes
- 1936
  - 1º en el Tour dels Vosges

### Resultados al Tour de Francia
- 1926. 10º en la clasificación general
- 1928. 8º en la clasificación general y vencedor de una etapa
- 1929. 16º en la clasificación general y vencedor de una etapa
- 1930. 5º en la clasificación general
- 1932. 30.º en la clasificación general